# Oberdachstetten
Oberdachstetten is een plaats in de Duitse deelstaat Beieren, en maakt deel uit van het Landkreis Ansbach.
Oberdachstetten telt 1.678 inwoners. In de gemeente ligt ook de bron van de Fränkische Rezat.

## Foto's

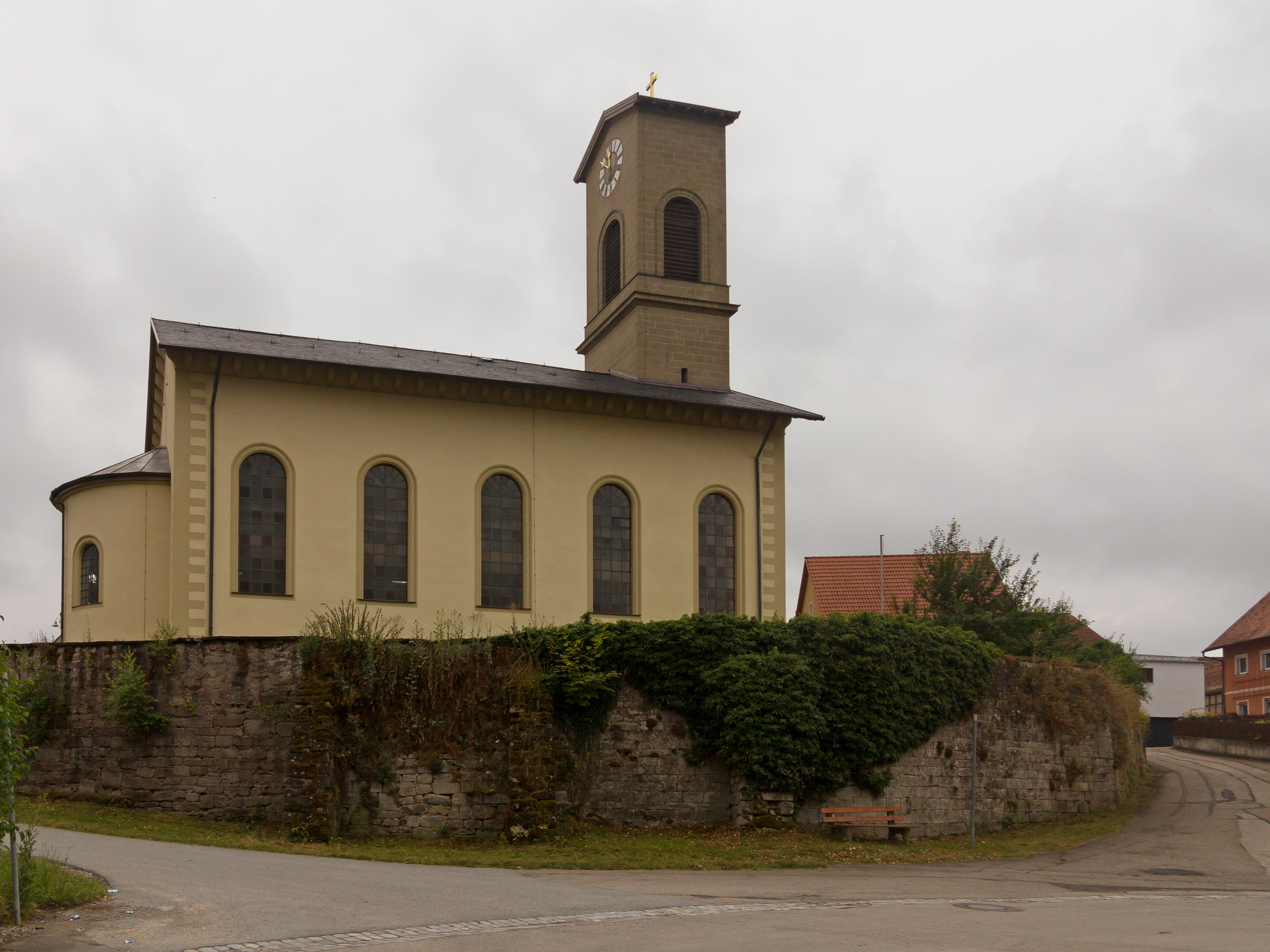
Oberdachstetten, evangelische kerk Pfarrkirche Sankt Bartholomäus
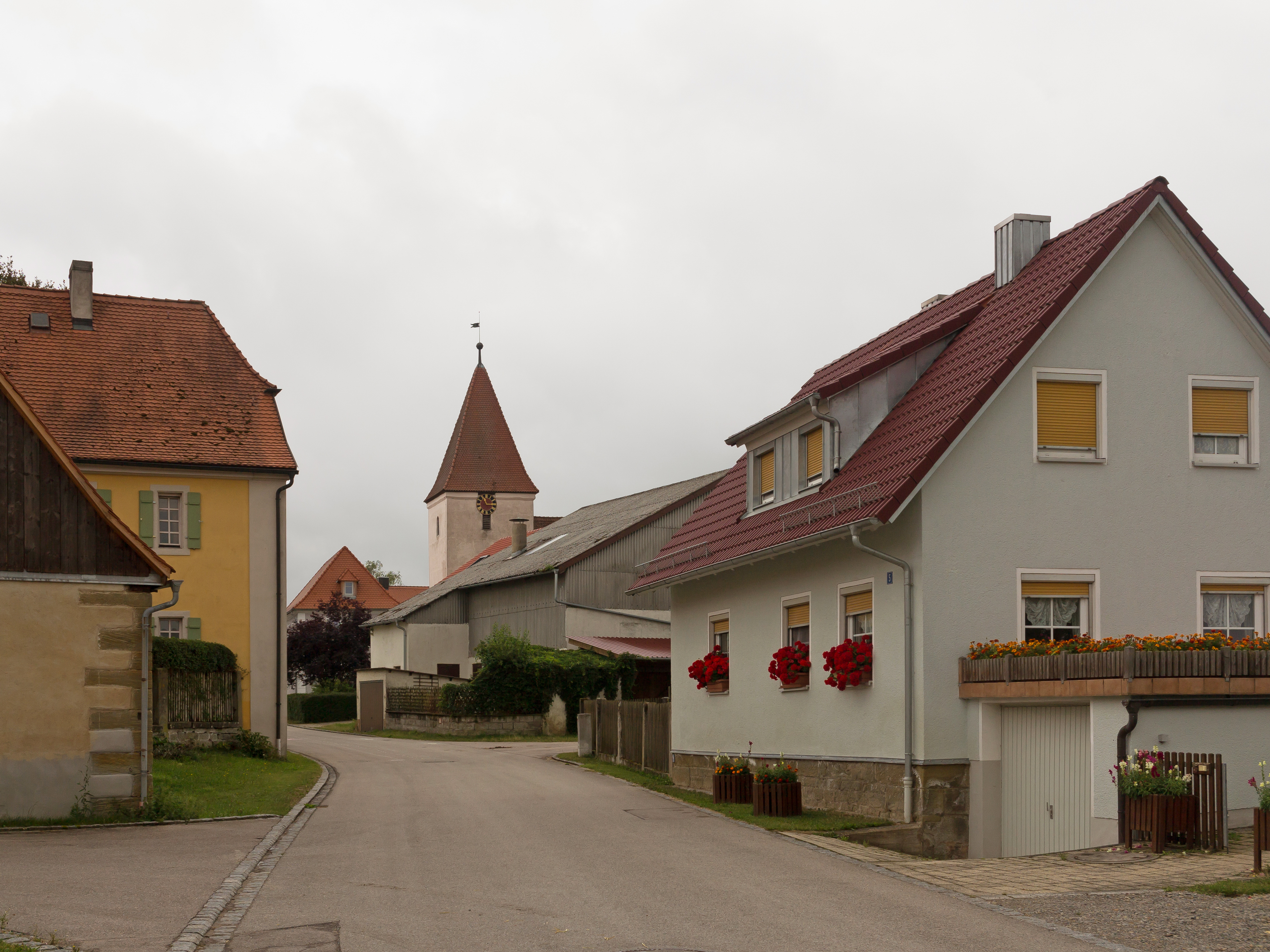
Mitteldachstetten, straatgezicht met toren van de evangelische kerk
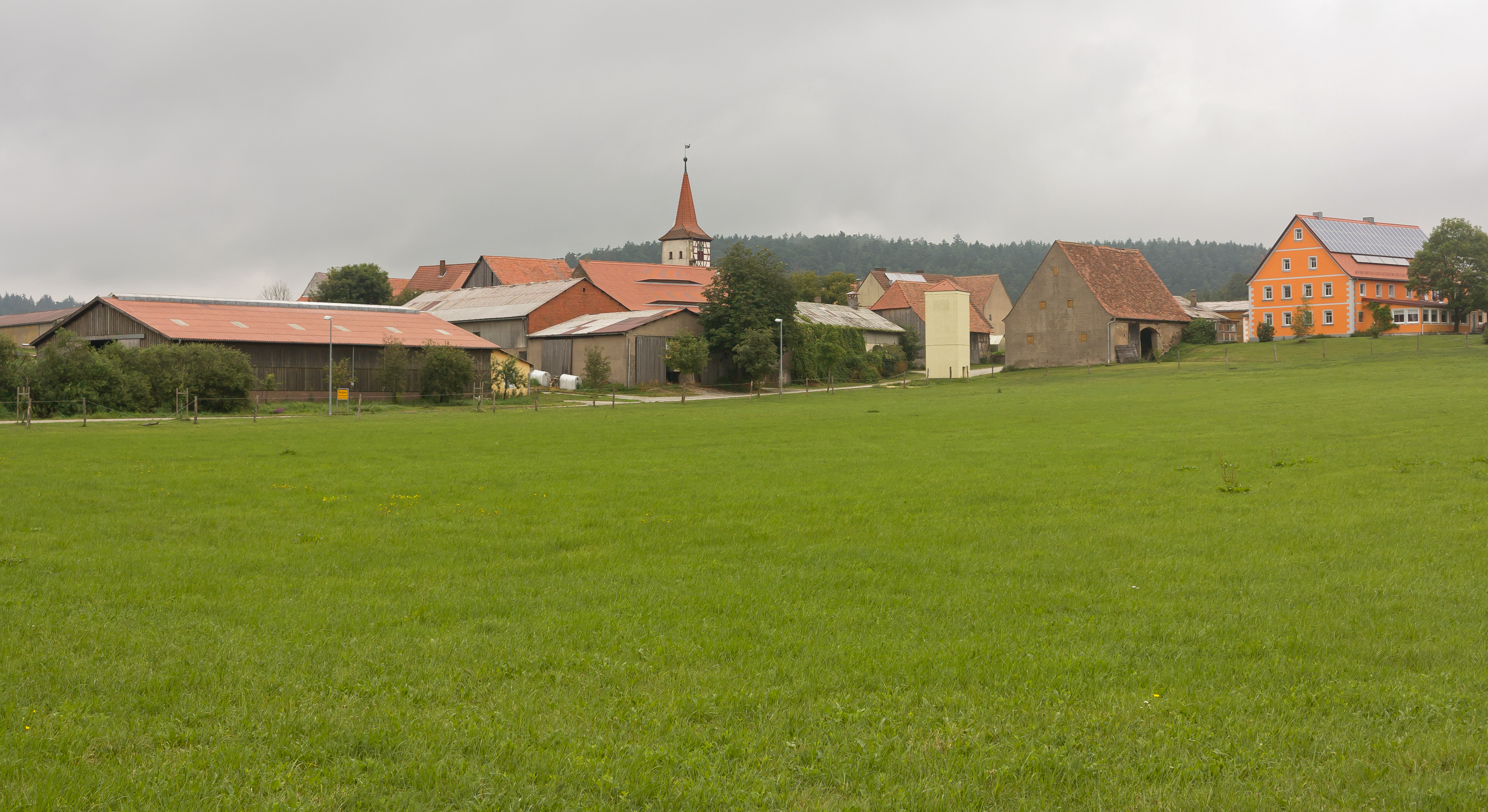
Berglein, dorpsgezicht
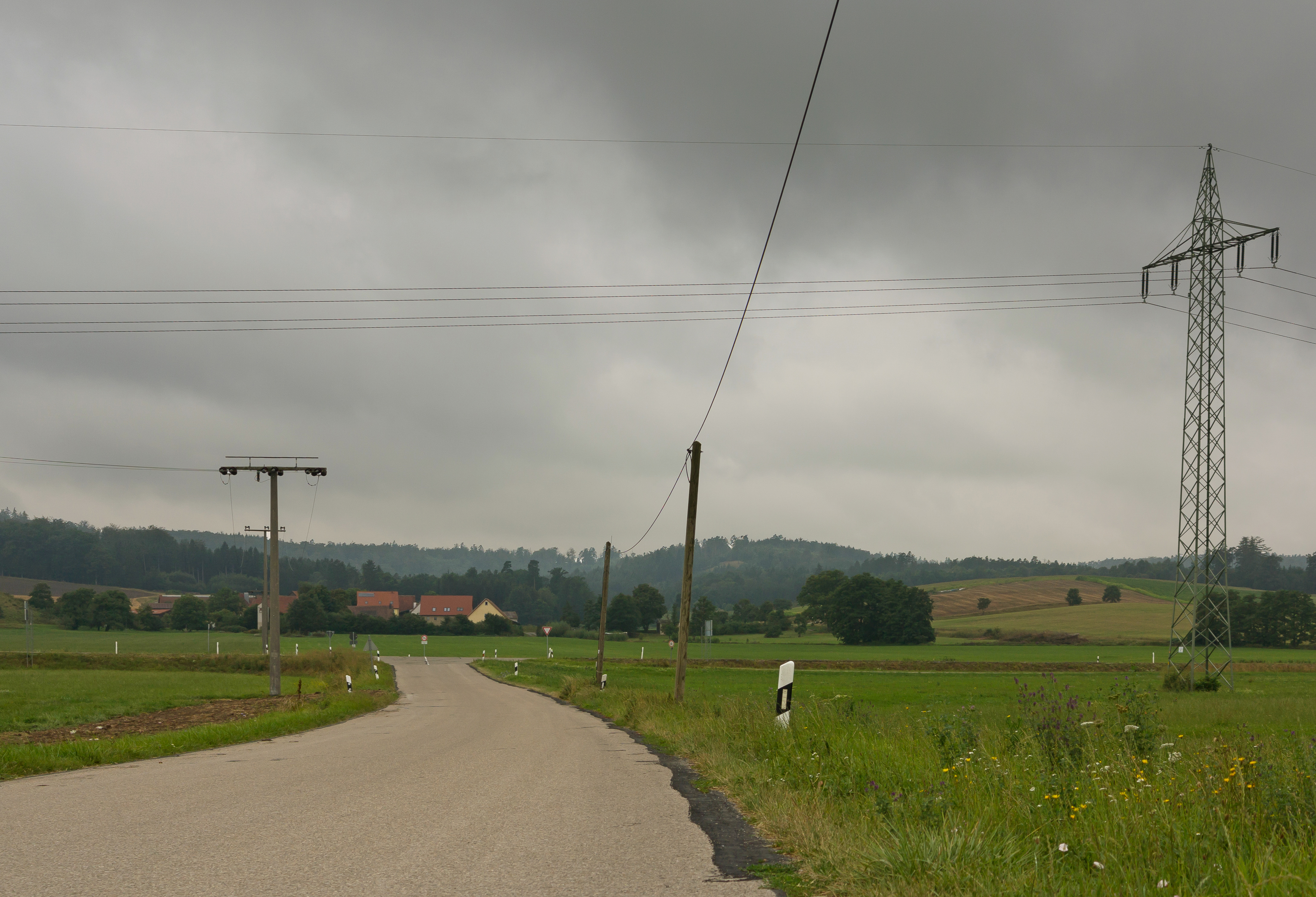
tussen Möckenau en Oberdachstetten, electriciteitsmasten
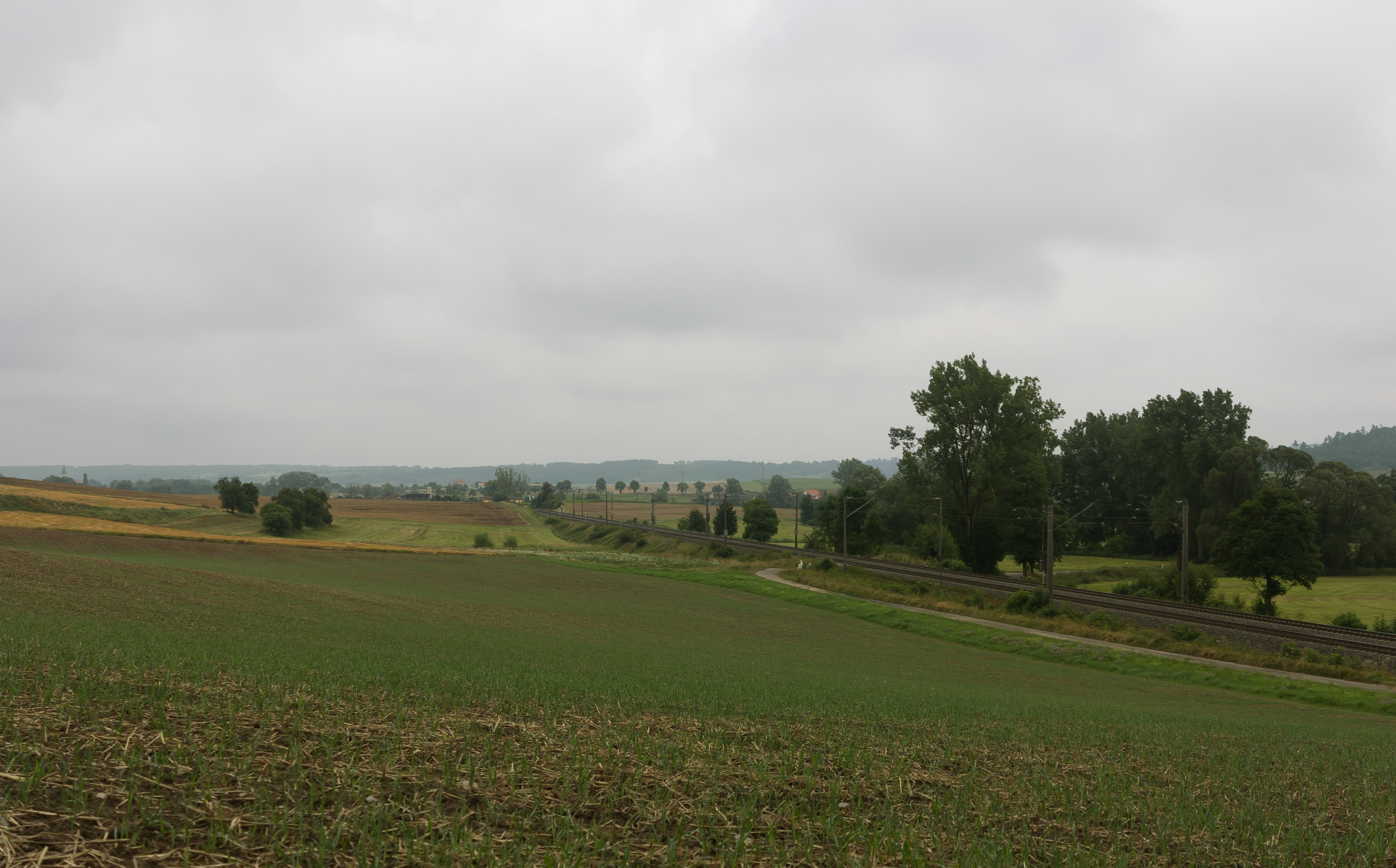
tussen Kellern en Lehrberg, spoorlijn in panorama

Adelshofen ·
Arberg ·
Aurach ·
Bechhofen ·
Bruckberg ·
Buch a.Wald ·
Burgoberbach ·
Burk ·
Colmberg ·
Dentlein a.Forst ·
Diebach ·
Dietenhofen ·
Dinkelsbühl ·
Dombühl ·
Dürrwangen ·
Ehingen ·
Feuchtwangen ·
Flachslanden ·
Gebsattel ·
Gerolfingen ·
Geslau ·
Heilsbronn ·
Herrieden ·
Insingen ·
Langfurth ·
Lehrberg ·
Leutershausen ·
Lichtenau ·
Merkendorf ·
Mitteleschenbach ·
Mönchsroth ·
Neuendettelsau ·
Neusitz ·
Oberdachstetten ·
Ohrenbach ·
Ornbau ·
Petersaurach ·
Röckingen ·
Rothenburg ob der Tauber ·
Rügland ·
Sachsen b.Ansbach ·
Schillingsfürst ·
Schnelldorf ·
Schopfloch ·
Steinsfeld ·
Unterschwaningen ·
Wassertrüdingen ·
Weidenbach ·
Weihenzell ·
Weiltingen ·
Wettringen ·
Wieseth ·
Wilburgstetten ·
Windelsbach ·
Windsbach ·
Wittelshofen ·
Wolframs-Eschenbach ·
Wörnitz